# Engelkirche
Engelkirche (Schutzengelkirche etc.) ist die Bezeichnung verschiedener Kirchengebäude, die unter dem Patrozinium der Engel, Schutzengel oder eines bestimmten einzelnen Engels stehen.
So unterscheidet man allgemein Schutzengelkirchen bzw. Kirchen zu den heiligen Engeln (siehe dort) von nach einzelnen Erzengeln benannten Kirchen:
- Michaeliskirche
- Raphaelskirche
- Gabrielkirche
  - Dem Wirken des Erzengels Gabriel sind insbesondere die Verkündigungskirchen gewidmet
- Bestimmte Klosterkirchen sind der Maria Königin der Engel (Englische Maria) gewidmet, siehe Maria-von-den-Engeln-Kirche
- Der Hierarchie der Engelschöre ist die Wiener Kirche am Hof Zu den Neun Chören der Engel gewidmet.

In jüngerer Zeit werden Kirchen mitunter nach einer ggf. im Interieur vorhandenen Engelsfigur (z. B.: Taufengel) so genannt:
- Engelkirche (Hinterhermsdorf)